# Рутерфорд, Зара
Зара Рутерфорд (англ. Zara Rutherford, род. 5 июля 2002) — бельгийско-британская лётчица.
Зара в возрасте 19 лет стала самой молодой женщиной-пилотом, совершившей одиночный кругосветный перелёт. Свой перелёт, продлившийся пять месяцев, она начала 18 августа 2021 года в бельгийском Кортрейке и там же завершила 20 января 2022 года. Зара Рутерфорд также является первым человеком, совершившим кругосветное путешествие на сверхлёгком самолёте.

## Семья
Рутерфорд родилась в Брюсселе, в семье британского профессионального пилота Сэма Рутерфорда и бельгийской лётчицы-любителя и юристки Беатрис де Смет.
Младший брат Зары, Мак Рутерфорд (16 лет), 23 марта 2022 года начал собственное кругосветное путешествие на сверхлёгком самолёте.
24 августа 2022 года Мак Рутерфорд, приземлился в Софии, Болгария, став таким образом самым молодым пилотом, совершившим в одиночку кругосветное путешествие в 17 лет. Как и его сестра, управлял модифицированным Shark UL.

## Ранний период жизни
В детстве Зара сопровождала отца, иногда сама пилотируя часть пути. В возрасте 14 лет начала обучение на пилота и получила лицензию в 2020 году. Завершила A-Level по математике, высшей математике, экономике и физике в школе St. Swithun’s School, школе для девочек, расположенной в Уинчестере, Хэмпшир, Англия.

## Одиночный полёт вокруг света

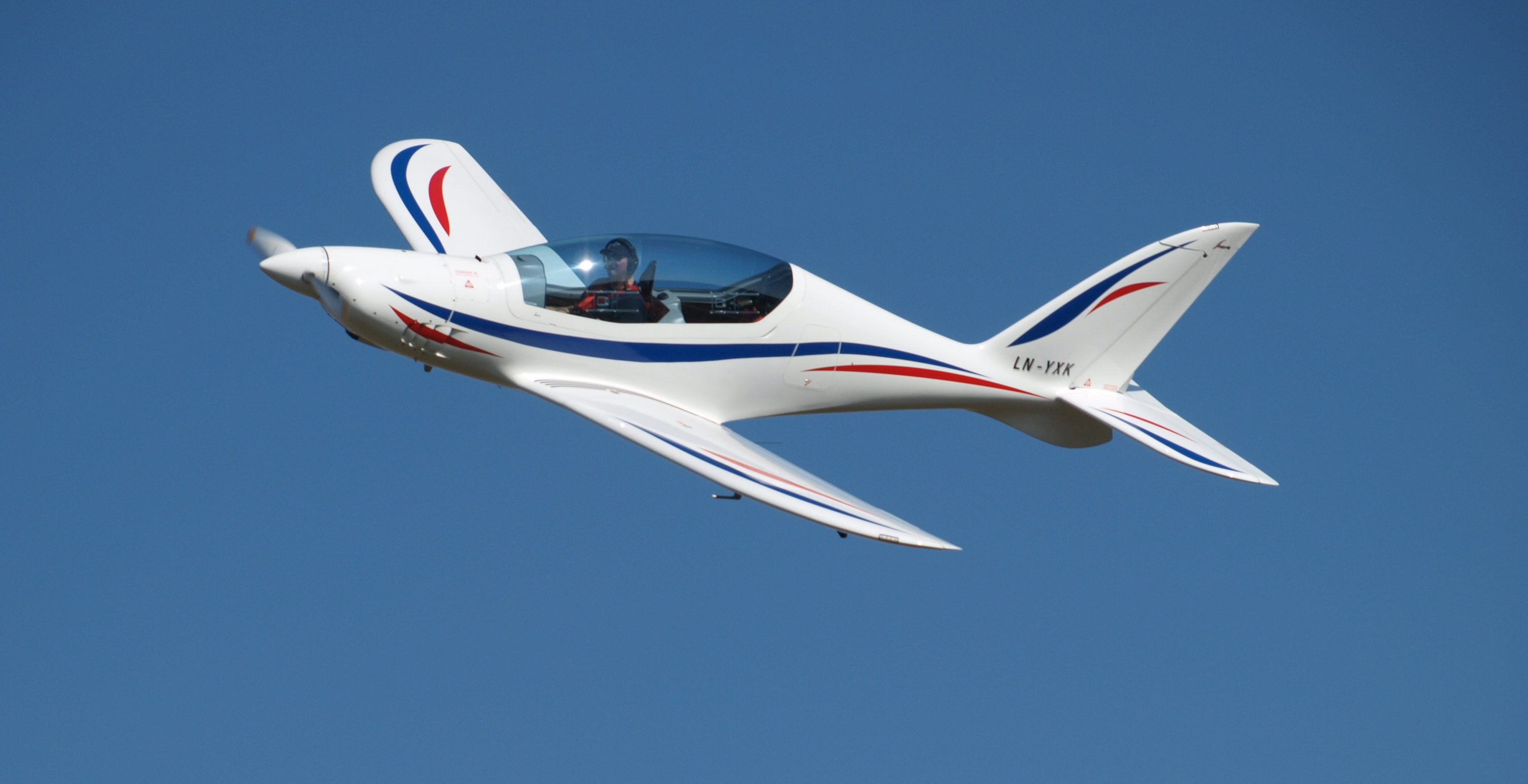
Самолёт Aero Shark UL, аналогичный тому, на котором совершила полёт Зара Рутерфорд.

26 июля 2021 года на пресс-конференции на аэродроме Пофэм недалеко от Винчестера Рутерфорд объявила о своём стремлении стать самой молодой женщиной-пилотом, совершившей одиночный кругосветный полёт в возрасте 19 лет. Она стремилась побить рекорд, ранее установленный американским пилотом Шаестой Вайз в 2017 году в возрасте 30 лет. Помимо этого рекорда, она также попыталась побить два других рекорда — стать первой женщиной, совершившей кругосветное путешествие на сверхлёгком самолёте, и первой бельгийкой, совершившей кругосветное путешествие в одиночку на одномоторном самолёте. Рекордная попытка также была направлена на повышение осведомлённости о гендерном разрыве в таких областях, как наука, технологии, инженерия и математика (STEM) и авиация, а также на то, чтобы вдохновить больше женщин и девочек на раннее участие в областях STEM. Её попытку поддержали главный спонсор ICDSoft (служба веб-хостинга), Virgin Group Ричарда Брэнсона, бельгийский стартап SafeSky и голландская кадровая компания TMC Group. Она также сотрудничала с благотворительными организациями Girls Who Code и Dreams Soar, которые стремятся вдохновлять и помогать женщинам и девочкам заниматься в областях STEM.
Рутерфорд начала свою попытку из аэропорта Кортрейк-Вевелгем в Бельгии 18 августа 2021 года на борту самолёта Shark UL, предоставленного ей словацким производителем Shark.Aero. Из Кортрейка она вылетела на аэродром Попэм, где провела час, прежде чем вылететь в Вик в Шотландии через Абердин. На следующий день она приземлилась в Рейкьявике, Исландия, после пятичасового перелёта.
Начав своё путешествие, Рутерфорд сделала остановки в Гренландии, Канаде, на восточном побережье Соединённых Штатов, на Багамах, островах Теркс и Кайкос, на Британских Виргинских островах, в Колумбии, Панаме, Коста-Рике, Мексике, на западном побережье Соединённых Штатов и на Аляске. После прибытия в Ном, Аляска, 30 сентября 2021 года, она была вынуждена неделю ждать продления российской визы. К тому времени, когда её паспорт вернулся из российского консульства в Хьюстоне, штат Техас, погода испортилась, и ей пришлось ждать ещё три недели, прежде чем она смогла пересечь Берингов пролив, часть времени ушла на техническое обслуживание. 1 ноября 2021 года она наконец добралась до Анадыря, Россия — преодолев половину своего пути. На следующий день из Анадыря она вылетела в Магадан, а 9 ноября остановилась в Аяне — селе с населением всего 800 человек, никто из которых не говорил по-английски и в котором не было Wi-Fi, — где она снова застряла из-за бурана. Наконец, 30 ноября она достигла Хабаровска, а 2 декабря — Владивостока.
После вылета из России 11 декабря Рутерфорд намеревалась сделать остановки в Китае, но из-за строгих ограничений по COVID-19 была вынуждена сделать крюк над Японским морем и вместо этого вылететь в Южную Корею. Во время шестичасового перелёта ей было трудно связаться с авиадиспетчерами в Сеуле, и она обратилась за помощью к авиакомпании KLM, которая пересылала её сообщения в авиадиспетчерскую службу и помогала ей найти правильные частоты. В тот же день она приземлилась в Гимпо. 13 декабря она вылетела с остановкой в Муане, а на следующий день снова вылетела в Тайбэй, Тайвань. 16 декабря Рутерфорд приземлилась в Кларке, Пампанга, на Филиппинах. Она намеревалась сделать вторую остановку в Думагете, но на следующий день должна была вылететь в Кота-Кинабалу, Малайзия, чтобы избежать приближающегося тайфуна «Раи».
После Кота-Кинабалу она сделала остановки в Кетапанге и Джакарте в Индонезии и Селетаре в Сингапуре. Во время полёта в Банда-Ачех 27 декабря она пролетела очень близко к грозовым облакам и увидела молнии примерно в 3 километрах от самолёта. После Банда-Ачеха она сделала остановки в Коломбо, Шри-Ланка, и Коимбатур, Индия. После остановки на Новый год в Мумбаи Рутерфорд начала 2022 год с остановок в Аль-Айне в Объединённых Арабских Эмиратах и в Эр-Рияде и Табуке в Саудовской Аравии, где её приветствовал саудовский принц и бывший пилот и астронавт Султан бин Салман Аль Сауд. После остановки в Александрии в Египте 8 января 2022 года она прибыла в Ираклион на греческом острове Крит.
Рутерфорд сделала остановки в Софии, Болгария, 14 января 2022 года, и в Сенице, Словакия, прежде чем приземлиться в Бенешове, Чешская Республика, 16 января. Она приземлилась в аэропорту Франкфурта-Эгельсбаха, Германия, 19 января и прибыла в Кортрейк, Бельгия, 20 января 2022 года, завершив своё кругосветное путешествие.
В том же году Зара и Мак Рутерфорд были удостоены Приза Сигрейва «как самой молодой женщине и самому молодому человеку, совершившим этот подвиг [кругосветный перелёт] соответственно».